# Tortula jamesonii
Tortula jamesonii là một loài rêu trong họ Pottiaceae. Loài này được (Taylor) Mitt. mô tả khoa học đầu tiên năm 1869.